# 라오스 국립경기장
라오스 국립경기장(라오어: ສະໜາມກິລາແຫ່ງຊາດ ເຈົ້າອານຸວົງ), 영어: Laos National Stadium) 또는 아누봉 스타디움(라오어: ສະໜາມກິລາອານຸວົງ, 영어: Anouvong Stadium)은 라오스 비엔티안에 있는 다목적 경기장이다. 경기장에는 20,000명을 수용할 수 있다.